# Coumba Touré Kane
Coumba Touré Kane, née en 1963, est une chercheuse sénégalaise, spécialiste en virologie et microbiologie. Ses travaux, particulièrement tournés vers le VIH, s'élargissent notamment en 2020 au coronavirus, particulièrement dans le cadre de la pandémie de Covid-19.

## Biographie
Coumba Touré Kane, après une scolarité au lycée John Fitzgerald Kennedy de Dakar, passe son internat en pharmacie à l'université Cheikh-Anta-Diop, notamment avec Souleymane Mboup, qui est son professeur et maître de stage et l'encourage à travailler avec lui sur la mise en place d'un laboratoire de biologie à Dakar. Elle soutient sa thèse de doctorat à l'Université de Montpellier,. 

## Travaux
Coumba Touré Kane participe à la mise en place de la plateforme de biologie médicale de l'Institut de recherche en santé, de surveillance épidémiologique et de formation(IRESSEF) dont elle devient la responsable et dirige les activités. Ce laboratoire de biologie moléculaire est le premier en son genre en d’Afrique de l’Ouest. Ce centre est plus particulièrement voué, lors de sa création, à l'étude des antirétroviraux.
Dans le cadre de la pandémie de Covid-19, l'Iressef est fortement sollicitée pour pratiquer des tests de dépistage,, mais aussi juger de la pertinence de certains médicaments, en particulier l'hydroxychloroquine.

## Reconnaissance
Le 28 juillet 2020, Coumba Touré Kane est nommée recteur de l’Université du Sine Saloum El-Hâdj Ibrahima Niass.